# Skellefteå AIK
Skellefteå AIK – szwedzki klub hokejowy z siedzibą w Skellefteå, występujący w rozgrywkach SHL. Zespół zalicza się do „klasycznych” zespołów hokejowych w Szwecji.

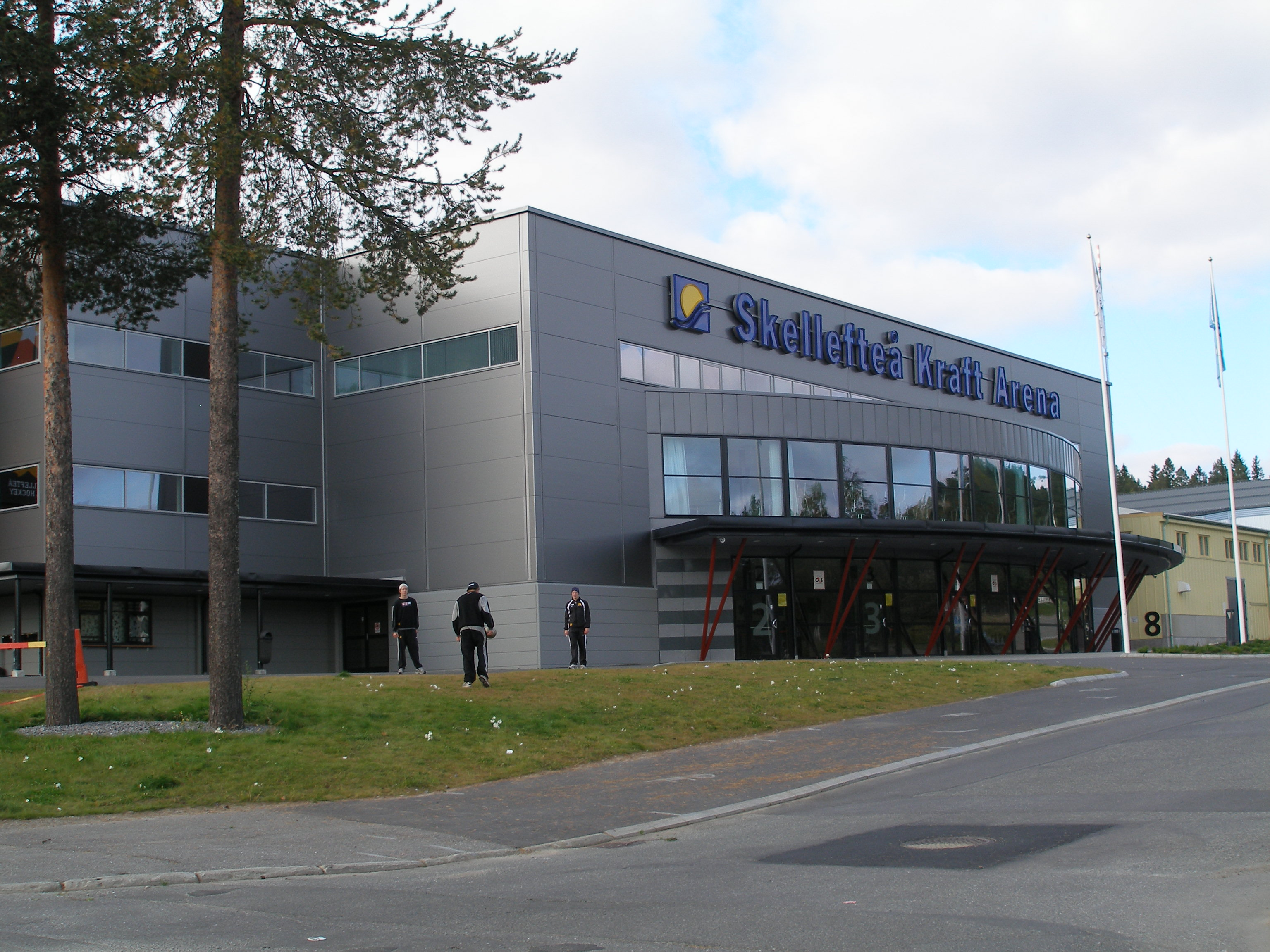
Skellefteå Kraft Arena

## Sukcesy
- Złoty medal mistrzostw Szwecji: 1978, 2013, 2014
- Srebrny medal mistrzostw Szwecji: 2011, 2012, 2015, 2016, 2018